# Westhofener Kreuz
Westhofener Kreuz is een knooppunt in de Duitse deelstaat Noordrijn-Westfalen.
Hier kruist de A1 vanuit Bremen naar Keulen de A45 van Dortmund naar Frankfurt am Main.

## Geografie
Het knooppunt ligt in de stad Schwerte in de Kreis Unna op de gemeentegrens met Dortmund.
Nabijgelegen stadsdelen zijn het naamgevende Westhofen, Wandhofen en Holzen-Rosen van Schwerte evenals Holzen en Syburg-Buchholz van Dortmund.
Het knooppunt ligt ongeveer 10 km ten zuidoosten van het centrum van Dortmund, ongeveer 10 km ten noordoosten van Hagen en ongeveer 15 km ten noordwesten van Iserlohn.
Het knooppunt ligt aan de rand van het Sauerland ten zuiden van het knooppunt door de A 45 doorkruist wordt. De Ebberg grenst direct aan het knooppunt en ten zuiden ven het knooppunt stroomt de Ruhr.

## Configuratie
Rijstrook
Nabij het knooppunt hebben beide snelwegen 2x3 rijstroken. 

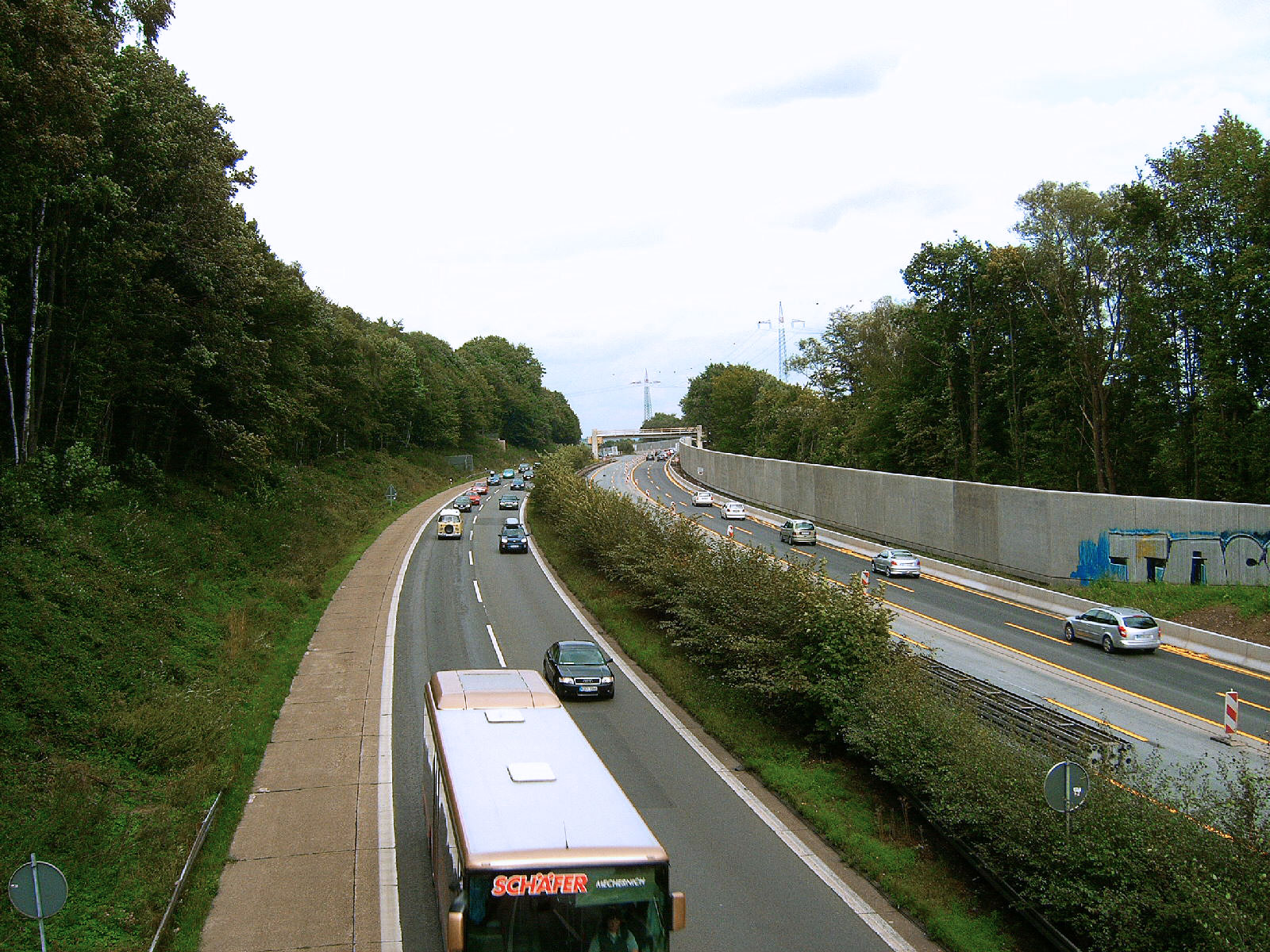
Tijdens de ombouw in augustus 2006

## Verkeersintensiteiten
Dagelijks passeren ongeveer 160.000 voertuigen per dag het knooppunt. Het knooppunt behoort tot de drukste in Noordrijn-Westfalen.
| Van                    | Naar                      | Gemiddeld aantal voertuigen per dag | Percentage vrachtverkeer |
| ---------------------- | ------------------------- | ----------------------------------- | ------------------------ |
| AS Schwerte (A 1)      | Westhofener Kreuz         | 90.400                              | 19,0 %                   |
| Westhofener Kreuz      | AS Hagen-Nord (A 1)       | 71.700                              | 18,8 %                   |
| AS Dortmund-Süd (A 45) | Westhofener Kreuz         | 76.100                              | 10,1 %                   |
| Westhofener Kreuz      | AS Schwerte-Ergste (A 45) | 83.400                              | 14,1 %                   |

## Richtingen knooppunt
| Aansluitende wegen                                  | Aansluitende wegen | Aansluitende wegen | Aansluitende wegen | Aansluitende wegen                                                 |
| --------------------------------------------------- | ------------------ | ------------------ | ------------------ | ------------------------------------------------------------------ |
| richting Dortmund / Oberhausen                      |                    |                    |                    | richting Luchthaven Dortmund / Bremen Hannover (A2) / Kassel (A44) |
|                                                     |                    |                    |                    |                                                                    |
|                                                     |                    |                    |                    |                                                                    |
|                                                     |                    |                    |                    |                                                                    |
| richting Hagen-Nord / Wuppertal Keulen / Düsseldorf |                    |                    |                    | richting Hagen / Siegen Frankfurt a. M.                            |